# Дворянский заёмный банк
Дворянский заёмный банк — первый в России банк. Учреждён в 1754 году указом Елизаветы Петровны для предоставления займов представителям дворянского сословия. В 1786 году был преобразован в Государственный заёмный банк.
Банк был образован по Указу от 13 мая 1754 года, опубликованному 23 июня 1754 года. Первоначально банк предоставлял ссуды размером до 10 тысяч под 6 %. Начальный капитал банка составлял 750 тысяч рублей. Во время правления Екатерины II капитал был увеличен до 6 млн рублей.
С 1756 года банк начал предоставлять займы дворянам-землевладельцам Лифляндии и Эстляндии, с 1776 года — белорусским, а с 1783 года — малороссийским дворянам. Большинство этих займов не были возвращены, что привело к утрате капитала банка и потере вкладов лиц и учреждений, доверивших ему свободные средства.
В 1769 году капитал Дворянского заёмного банка был пополнен Ассигнационным банком на сумму в 300 тысяч рублей. В дальнейшем Ассигнационный банк продолжал пополнять капитал Дворянского банка вплоть до закрытия последнего. Начиная с 1770 года банк начал принимать вклады с выплатой до 5 % годовых.
При Екатерине II банк занимал здание Пробирной палаты, снесённое в 2008 году. В 1782 году банку были переданы пассивы прекратившего существование Купеческого банка.
Дворянский заёмный банк был ликвидирован в 1786 году, а его капиталы были переданы в Государственный заёмный банк.